# Näshörn

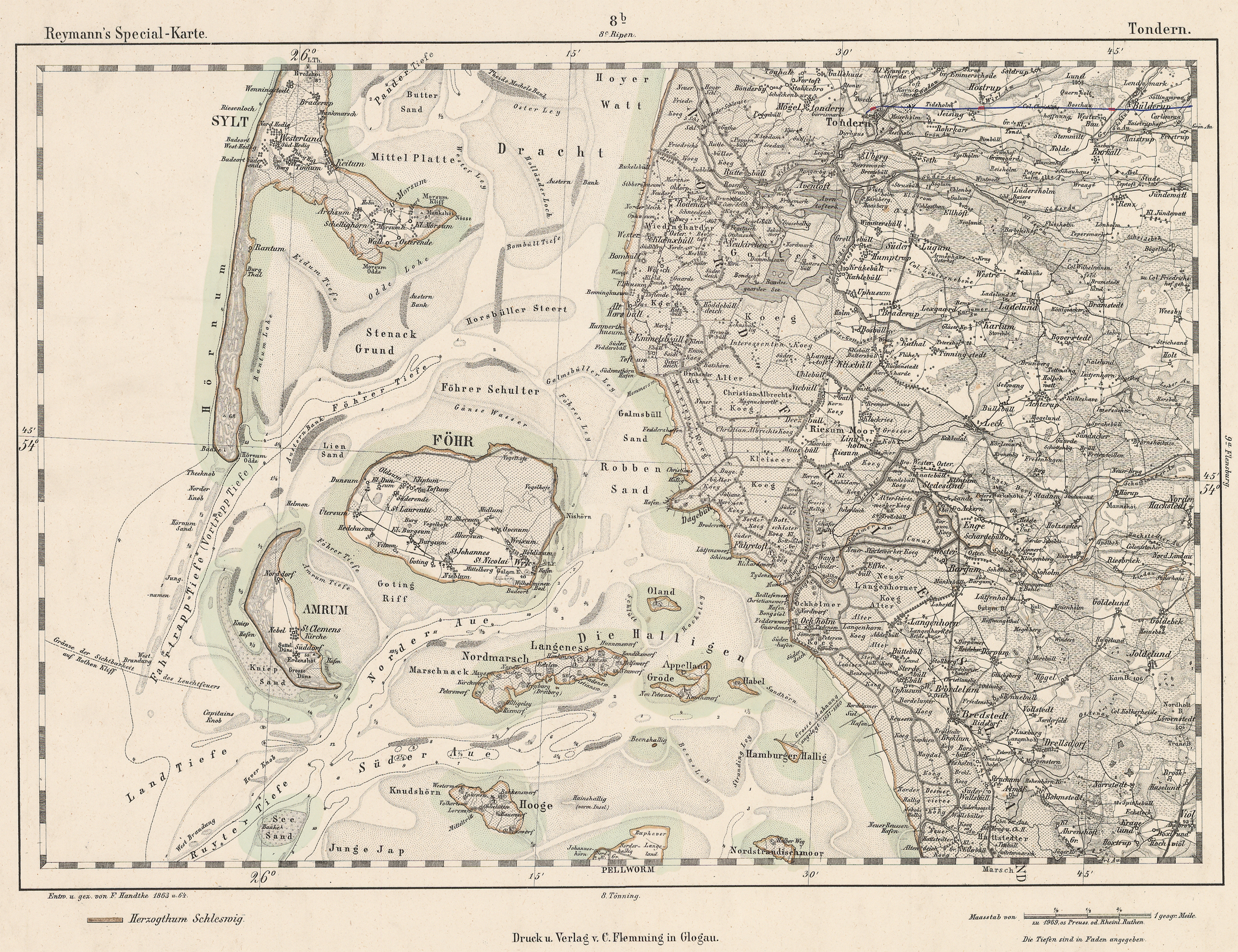
Nishörn auf einem Kartenblatt von 1864

Näshörn (früher: Nisshörn, nordfriesisch: Neshörn, dänisch: Nishjørne) ist die östlichste Spitze der nordfriesischen Nordseeinsel Föhr. Die nach dem in der Nähe weggeschwemmten Dorf Nissum benannte Spitze befindet sich gut vier Kilometer nordnordöstlich vom Ort Wyk auf Föhr. Der nächste Festlandhafen ist das sechs Kilometer im Osten gegenüberliegende Dagebüll. Dazwischen fließt der Wattstrom Föhrer Ley. Inseleinwärts von Näshörn aus befindet sich die 1887 in Betrieb genommene Boldixumer Vogelkoje.